# 무비쇼 영화가 좋다
《무비쇼 영화가 좋다》는 1999년에 방영되었던 ITV 경인방송의 예능 프로그램이다.